# Маджестик-12
Маджестик-12 (англ. Majestic-12, Majic-12, MJ12 — «Великолепная дюжина») — гипотеза уфологов о существовании секретной группы, состоящей из двенадцати чиновников США, занимающихся координацией изучения НЛО. О ней известно только из документов сомнительного происхождения, датированных 1947 годом, якобы просочившихся в общественные массы с неофициального разрешения «Маджестик-12». Является одним из компонентов «теории всемирного заговора» и уфологической доктрины.
О «Великолепной дюжине», будто бы подчиняющейся непосредственно Г. Трумэну, было сказано в 9-страничном докладе, датированном 18 сентября 1947 года и помеченном грифом «TOP SECRET // EYES ONLY», экземпляры которого были анонимно высланы нескольким известным уфологам вроде британского уфолога Тимоти Гуда (англ. Timothy Good). В декабре 1984 года продюсер Джайме Шандера, интересующийся Розуэлльским инцидентом, получил анонимно конверт с этим докладом, на котором был штемпель Альбукерке.
В документе значится:

Операция «Маджестик-12» — совершенно секретная операция Экспериментально-исследовательского комитета и разведки, подотчётная исключительно и непосредственно Президенту Соединённых Штатов. Операции проекта проводятся под контролем группы «Маджестик-12» («Мэджик-12»), созданной на основании специального секретного указа Президента Трумэна 24 сентября 1947 года по рекомендации доктора Вэнневара Буша и министра Джеймса Форрестола
…
Для сохранения секретности связь между проектом «Сайн» и «Маджестик-12» была ограничена двумя лицами из разведки Главного технического управления. Их роль заключалась в передаче информации. В декабре 1948 года «Сайн» был преобразован в проект «Градж». В настоящее время операция проводится под кодовым названием «Синяя книга». Связь поддерживается через офицера ВВС, руководителя проекта.

Утверждалось, что в состав группы входили следующие военные, политики и учёные:
- Роскоу Хилленкоттер
- Вэнивар Буш
- Джеймс Форрестол
- Натан Твининг
- Хойт Ванденберг
- Детлев Вулф Бронк
- Джером Кларк Хансейкер
- Сидни Уильям Соерс
- Гордон Грей
- Дональд Говард Мензел
- Роберт Миллер Монтагю
- Ллойд Беркнер

Проводились проверки на подлинность документа. 
На основании того, что подпись в этом докладе идентична подписи Трумэна в некоторых документах, некто Джо Никел и Джон Фишер пришли к выводу, что она сфабрикована; отсюда и весь доклад может считаться подделкой.
Другой довод — шрифт пишущей машинки (как выяснилось, марки «Смит-Корона»), который, будучи введённым в 1960-е, как будто никак не мог использоваться в 1940-х годах.
Другие расследования, в частности, проведенное уфологом Стэнтоном Фридманом, выявили вероятную несостоятельность аргументов в пользу поддельности документов, из чего делается вывод о возможной реальности группы «Маджестик-12».
Документы о предполагаемом создании, составе и целях группы «Маджестик-12» находятся в свободном доступе на сайте ФБР. Несмотря на пометку «Подделка» и рекомендацию закрыть дело об обнародовании этих документов ввиду их подложности, в тексте присутствует большое количество вымаранных частей, имен, дат и других сведений, что у многих уфологов вызывает вопросы относительно целей и исполнителей настолько подробной и детальной фальсификации, требующей соответствующих профессиональных навыков, большой осведомленности в сущности излагаемых в ней фактов и доступа к другим секретным материалам и архивным документам ФБР и ЦРУ.
Кроме того, многие факты, на которые указывают сторонники версии о фальсификации, при тщательном анализе нередко подвергаются критике как несостоятельные. На основании этого некоторые уфологи (в частности, известный американский физик-ядерщик Стэнтон Фридман, проводивший анализ документов и поиск доказательств их подлинности) делают вывод о подлинности документов, и следовательно — и о реальности группы «Маджестик-12».
Писатель Кристофер Бакли утверждает, что «Маджестик-12» было создано для фальсификации явлений НЛО и дальнейших, якобы, их исследований. Таким образом правительство США воздействует на сознание необразованных американских граждан.
Ричард Доти, который в 1980-е годы был специальным агентом Управления специальных расследований ВВС США, и служил на авиабазе Киртланд в Альбукерке заявлял, что ему было поручено подделывать документы и дезинформировать уфологов, в частности, он сфабриковал и документ о «Маджестик-12». В течение ряда лет Доти рассказывал эту историю по-разному, в ней есть противоречия. ВВС США отказываются комментировать его утверждения.

## В культуре
- В компьютерной игре Deus Ex фигурирует группировка Majestic-12, стремящаяся к контролю над миром;
- В серии игр Destroy All Humans! агенты «Маджестик» являются врагами, и в одной из миссий необходимо уничтожить их базу[11];
- Упоминается в аниме «Эксперименты Лэйн»;
- Упоминается в игре «Clannad»;
- Упоминается в игре "Project Zomboid";
- Фигурирует в игре «Зона 51»;
- В игре Tomb Raider III: Adventures of Lara Croft на уровне High Security Compound стоят ящики с отметкой MJ-12;
- Упоминается в мистическом триллере «Без предупреждения» (Unaware).
- Тёмные небеса (телесериал)
- Секретные материалы (телесериал) в 4й и 5й серии «Зазеркалье», 6го сезона.
- Упоминается в песне «Aliens Exist[12]» с третьего студийного альбома Enema of the State калифорнийской поп-панк группы Blink-182
- В сатирическом романе Кристофера Бакли «Зелёные человечки[англ.]» организация в центре сюжета.
- Упоминается в фильме Dinner in America в качестве названия песни вымышленной группы PSYOPS.